# Columbina cruziana
Columbina cruziana là một loài chim trong họ Columbidae.